# Львівська національна академія мистецтв
Львíвська націонáльна акадéмія мистéцтв (ЛНАМ) — державна мистецька школа вищої освіти у Львові, Україна.
Навчальний заклад готує фахівців з образотворчого, декоративно-прикладного, монументального та сакрального мистецтва, дизайну, реставрації, мистецтвознавства, культурології, менеджменту соціокультурної діяльності.
Заснування ЛДІПДМ було наслідком тривалої традиції мистецької освіти у Львові. Напрямки якої розвивалися в межах Художньо-промислової школи (1876), Вільної академії мистецтв (1905), Мистецької школи Олекси Новаківського (1923), Гуртка Діячів Українського Мистецтва (1922), Мистецької групи «Artes» (1929), Асоціації Незалежних Українських Митців (1931) та ін.
Сьогодні ЛНАМ надає професійні знання понад 1000 студентів на чотирьох факультетах та в своєму підрозділі у місті Косів — в Інституті прикладного та декоративного мистецтва ЛНАМ. 

## Історія
Ідея створення у Львові мистецького навчального закладу була втілена в 1876 році шляхом заснування Художньо-промислової школи, яка переважно готувала фахівців декоративно-ужиткового і декоративного мистецтва.
1905-1914 - Вільна академія мистецтв
1919 - 1939 - існувала Польська художньо-промислова школа
У 1946 році на базі Львівської художньо-промислової школи було засновано Львівський державний інститут прикладного та декоративного мистецтва (ЛДІПДМ). У числі фундаторів вищої мистецької школи виступили відомі митці, архітектори, мистецтвознавці.
З вересня 1946 року в ЛДІПДМ було відкрито навчання на п'яти факультетах: живописно-декоративному, скульптуро-керамічному, меблево-інтер'єрному, текстилю та прикладної графіки. Специфіка нового закладу освіти враховувала локальні особливості розвитку художньо-промислового спектру творчих спеціальностей, притаманних для мистецького шкільництва Галичини кінця XIX століття.
У 1994 році інститут реорганізований у Львівську академію мистецтв, а 21 серпня 2004 року за «вагомий внесок у розвиток національної освіти і науки, загальнодержавну і міжнародну діяльність» їй було надано статус національного вищого навчального закладу Указом Президента України.
До 2020 року Львівська національна академія мистецтв була підпорядкована Міністерству освіти України. У 2020 році МОН передало заклад у підпорядкування до Міністерства культури та інформаційної політики України.

## Структура
У структурі Академії — 4 навчальні факультети (до 2013 року існував ще 1 у м. Севастополі), Косівський інститут прикладного та декоративного мистецтва, підготовче відділення для вступників, науково-дослідна частина, аспірантура і докторантура, спеціалізована Вчена рада із захисту докторських і кандидатських дисертацій в галузі мистецтвознавства, бібліотека, музей, галерея, редакційно-видавничий відділ, художньо-виробничі майстерні.
В 2010 при академії заснований Художній ліцей .

### Факультети та інститути
- Факультет образотворчого мистецтва і реставрації;
- Факультет декоративно-прикладного мистецтва;
- Факультет дизайну;
- Факультет історії і теорії мистецтв;
- Косівський інститут прикладного та декоративного мистецтва;
- Косівське училище прикладного та декоративного мистецтва.

### Кафедри
- Монументального живопису;
- Монументально-декоративної скульптури;
- Кафедра сакрального мистецтва;
- Реставрації творів мистецтва;
- Актуальних мистецьких практик;
- Академічного рисунку;
- Кафедра академічного живопису;
- Художнього скла;
- Художньої кераміки;
- Художнього текстилю;
- Художнього металу;
- Художнього дерева;
- Графічного дизайну;
- Дизайну середовища;
- Дизайну костюму;
- Історії і теорії мистецтва;
- Соціально-гуманітарних наук;
- Менеджменту мистецтва;
- Фізичного виховання.

Кафедри академічного рисунку, академічного живопису, соціально-гуманітарних наук та фізичного виховання є невипусковими кафедрами.

### Бібліотека
Бібліотека ЛНАМ заснована у 1946 році.
Фонд бібліотеки налічує 76 тис. прим. книг та періодичних видань, фонд дисертацій та авторефератів, фонд рідкісної книги, іменні подарункові фонди В. Баляса, PRO HELVETIA, Б. Сороки, Р. Яціва, О. Сидора, К. Курила, Я. Лемика, Д. Крвавича.
- 1983 — створено читальний зал;
- 1992 — започатковано фонд рідкістної книги;
- 1995 — започатковано фонд дисертацій та авторефератів;
- 1996 — започатковано серію біобібліографічних видань видатних митців, науковців та педагогів ЛНАМ. Ця серія включає в себе видання про Е. Миська, Д. Крвавича, Я. Запаска, В. Овсійчука, А. Бокотея, О. Мінька, І. Богднара, М. Токар, Г. Стельмащук;
- 1996 — започатковано серію бібліографічних покажчиків «Література англійською і німецькою мовами в фондах наукової бібліотеки ЛАМ» (1 та 2 випуски);
- 2005 — започатковано відкритий доступ до фонду читального залу;
- 2011 — укладено та видано ретроспективний бібліографічний покажчик «Вісник ЛНАМ. Бібліографічний покажчик. 1990—2010 рр.»;
- 2012 — бібліотека отримала в дарунок персональну бібліотеку професора Дмитра Крвавича;
- 2021 — створення електронного каталогу бібліотеки ЛНАМ.

## Освітні програми
У Львівській академії мистецтв здійснюється підготовка фахівців за 17 бакалаврськими спеціальностями, 15 магістерськими спеціальностями, 2 освітньо-науковими спеціальностями доктора філософії (Ph.D.) та 2 освітньо-творчими спеціальностями доктора мистецтв.

## Міжнародна діяльність
У ЛНАМ укладено понад 40 угод з іноземними університетами та інституціями, заклад співпрацює з численними профільними мистецькими закладами та гуманітарними університетами України, Польщі, Литви, реалізує обмін між студентами та лекції педагогів за Міжнародною програмою «Erasmus +».

## Керівництво академії

### Ректори
- Геннадій Леонов (1946—1952);
- Феофан Павлюченко (1952—1954);
- Олексій Сидоров (1954—1958);
- Яким Запаско (1958—1971);
- Валентин Борисенко (1971—1977);
- Ігор Середюк (1977—1988);
- Еммануїл Мисько (1988—2000);
- Андрій Бокотей (2000—2015);
- Володимир Одрехівський (2016—2021);
- Василь Косів (від 2021).

## Викладачі
- Арофікін Євген Володимирович — очолював Кафедру художнього текстилю (1954—1955);
- Бавструк Микола Федорович — очолював Кафедру художнього текстилю (1947—1954);
- Бідняк Микола Петрович — професор кафедри сакрального мистецтва;
- Боднар Ігор Ярославович — професор кафедри художнього текстилю (1966—2011);
- Боднар Олег Ярославович — професор та завідувач кафедри менеджменту мистецтва (2004—2013);
- Бокотей Андрій Андрійович[3] — ректор з 2000 року;
- Бокотей Михайло Андрійович — завідувач кафедри скла з листопада 2018;
- Бокшай Йосип Йосипович;
- Василик Роман Якимович — засновник та завідувач Кафедри сакрального мистецтва з 1995 року;
- Вендзилович Мирон Дем'янович;
- Вольський Станіслав Францевич — доцент кафедри металу;
- Гудак Василь Андрійович — професор кафедри художньої кераміки;
- Довбошинський Данило Данилович;
- Звір Олександр Михайлович;
- Звіринський Карло Йосипович;
- Зятик Богдан Михайлович — викладач Кафедри сакрального мистецтва з 2014 року;
- Зятик Михайло Йосипович — очолював Кафедру проєктування інтер'єрів (2006—2009);
- Іванишин Володимир Петрович;
- Косів Роксолана Романівна;
- Крвавич Дмитро Петрович;
- Курліщук Богдан Федорович;
- Максименко Альфред Віталійович;
- Манастирський Вітольд Антонович;
- Медвідь Любомир Мирославович;
- Мисько Еммануїл Петрович — ректор (1988—2000);
- Мікула Ігор Ярославович;
- Молчанова Олена Олександрівна — очолювала кафедру художнього текстилю (1977—1980);
- Мінько Олег Терентійович;
- Овсійчук Володимир Антонович;
- Принада Орест;
- Самотос Іван Михайлович;
- Севера Іван Васильович;
- Сельський Роман Юліанович;
- Скандаков Юрій Володимирович — очолював кафедру художнього текстилю (1972—1977), викладав живопис у 1980-х роках;
- Сусленко Олег Леонідович ;
- Токар Марта Василівна;
- Ульгурський Ярослав Олексійович;
- Федорук Василь;
- Фіголь Олексій Михайлович;
- Шульга Зеновія Михайлівна;
- Якунін Іван Васильович.

## Відомі випускники
Серед відомих випускників закладу:
- Бажай Василь Теодозійович;
- Біланіна Марія Миколаївна;
- Білик Микола Ілліч;
- Богінський Леонід Федорович;
- Роксолана Богуцька;
- Боднар Ігор Ярославович;
- Бокотей Андрій Андрійович;
- Борисенко Валентин Назарович;
- Войтович Олександр Ігорович;
- Войнаровський В'ячеслав Анатолійович;
- Вольський Станіслав Францевич;
- Гуліч Володимир Антонович;
- Дмитренко Любомир Іванович;
- Довженко Леся Григорівна;
- Драган Тарас Миколайович;
- Дідик Іван Михайлович;
- Жоголь Людмила Євгенівна;
- Жілінскайте Христина Казимирівна;
- Звіринський Карло Йосипович;
- Зельдич Ася Давидівна;
- Карась Євген Валерійович;
- Караффа-Корбут Софія Петрівна;
- Кипріян Мирон Володимирович;
- Ковальчук Олександр Михайлович;
- Колесников Володимир Григорович;
- Корж-Радько Людмила Андріївна;
- Кочевська Міра Петрівна;
- Курило Кирило Павлович;
- Курочка Марія Юхимівна;
- Куц Ганна;
- Левків Тарас Богданович;
- Олег Лесюк;
- Лисик Євген Микитович;
- Литвин Любов Григорівна;
- Литовченко Іван Семенович;
- Марчук Іван Степанович;
- Медвідь Любомир Мирославович;
- Медвецька-Лутак Едіта Федорівна;
- Мотика Ярослав Миколайович;
- Мінько Олег Терентійович;
- Немира Володимир;
- Нога Олександр Павлович;
- Олекса Манн;
- Остафійчук Іван Васильович;
- Парфенюк Надія Володимирівна;
- Патик Володимир Йосипович;
- Петрук Роман Прокопович;
- Подольчак Ігор Володимирович;
- Присяжнюк Артемій Васильович;
- Приходько В'ячеслав Опанасович;
- Проців Вікторія Іванівна;
- Пушкаш Ласло Ласлович;
- Пігель Юлія Романівна (Рута Вітер);
- Рожко Михайло Федорович;
- Романишин Роман Дмитрович;
- Скандаков Юрій Володимирович;
- Скобало Іван Михайлович;
- Скугарєва Марина Вадимівна;
- Татаринцева Ольга Олексіївна;
- Тістол Олег Михайлович;
- Токар Марта Василівна;
- Турецька Ольга Іванівна;
- Флінта Зеновій Петрович;
- Целуйко Микола Іванович;
- Цісарик Володимир Орестович;
- Шмагало Ростислав Тарасович;
- Янович Ігор Анатолійович;
- Ярема Ірина Зиновіївна.